# Maltace
Maltace (... – Roma, 4 a.C.) fu la quarta moglie di Erode il Grande e la madre dei tetrarchi Archelao e Antipa.

## Biografia
Maltace era samaritana, e in quanto tale mal considerata dagli ebrei. Malgrado ciò, attorno al 27 a.C. Erode il Grande decise di sposarla, forse allo scopo di rafforzare i suoi legami con i sudditi samaritani; considerata la cura di Erode nella scelta delle mogli, Maltace proveniva probabilmente da famiglia nobile e aveva qualità rilevanti.
Maltace diede ad Erode tre figli: Archelao, nato intorno al 23 a.C., Antipa, nato nel 21 a.C. circa, e Olimpiade, nata attorno al 17 a.C.; i due maschi furono allevati a Roma, alla corte di Augusto.
Maltace e i suoi figli riuscirono a tenersi lontano dagli intrighi della corte erodiana, che videro la messa a morte di molti parenti di Erode; per questo motivo, alla morte di Erode nel 4 a.C., i due figli di Maltace furono tra gli eredi di Erode: Archelao ricevette la Giudea e la Samaria, Antipa la Galilea e la Perea. Archelao, Antipa e Maltace si recarono a Roma, da Augusto, per farsi confermare le cariche, ma prima che ciò avvenisse, Maltace morì per una malattia.